# Tobias Sammet
Tobias Sammet (* 21. listopadu 1977, Fulda, Německo) je zpěvák a hlavní textař německé powermetalové skupiny Edguy; také je známý jako tvůrce metalové opery Avantasia a člen metalového projektu Final Chapter. Byl i hostem Roba Rocka na albu Holy Hell a metalové opeře Aina. Na albu své skupiny Edguy, Theater of Salvation, byl Tobias také klávesákem. Potom se rozhodl zaměřit na zpěv. Osobně obdivuje skupiny jako AC/DC, Iron Maiden, Kiss, Tom Petty, Helloween atd.

## Diskografie

### Edguy
- Evil Minded (Demo) - 1994
- Children of Steel (Demo) - 1994
- Savage Poetry (Demo) - 1995
- Kingdom of Madness - 1997
- Vain Glory Opera - 1998
- Theater of Salvation - 1999
- The Savage Poetry - 2000
  - Painting on the Wall (Singl) - 2001
- Mandrake - 2001
- Burning Down the Opera (Live) - 2003
- Hall of Flames (Compilation) - 2004
  - King of Fools (EP) - 2004
- Hellfire Club - 2004
  - Lavatory Love Machine (Singl) - 2004
  - Superheroes (EP) - 2005
- Rocket Ride - 2006[1]
- Tinnitus Sanctus - 2008
- Age of the Joker - 2011
- Space Police: Defenders of the Crown - 2014
- Monuments - 2017

### Avantasia
- - Avantasia (Singl) - 2000
- The Metal Opera - 2001
- The Metal Opera Part II - 2002
- The Scarecrow - 2008[2]
- Lost in Space Part I & II (EP) - 2008
- The Metal Opera: Pt 1 & 2 – Gold Edition - 2008
- The Wicked Symphony - 2010
- Angel of Babylon - 2010
- The Mystery of Time - 2013
- Ghostlights - 2016
- Moonglow - 2019

### Další
- Squealer - The Prophecy - 1999
- Rhapsody of Fire - "Rain of a Thousand Flames" - 2001
- Shaman - Ritual - 2002
- Freedom Call - Eternity - 2002
- Supremacy - Angel - 2003
- Shaman - Ritualive - 2003
- Aina - Days of Rising Doom - 2003
- Final Chapter - The Wizard Queen - 2004
- Rob Rock - Holy Hell - 2005
- Dezperadoz - The Legend and the Truth - 2006
- Redkey - Rage of Fire - 2006
- Nuclear Blast - Nuclear Blast All-Stars: Into the Light - 2007
- Ayreon - Elected (Ayreon vs. Avantasia) - 2008
- Revolution Renaissance - New Era - 2008
- Oliver Hartmann - 3 - 2009
- Bruce Kulick - BK3 - 2010
- H.E.A.T. - Freedom Rock - 2010
- Revolution Renaissance - EP - 2010
- Various Artists - Help! for Japan - 2012
- Hansen & Friends - XXX: 30 Years of Metal - 2016
- Ayreon – The Source – 2017 (zpěv, postava „Kapitán“)
- Magnum - Lost on the Road to Eternity - 2018
- Hartmann - 15 Pearls and Gems - 2020